# Comunismo religioso
O comunismo religioso é uma forma de comunismo que incorpora princípios religiosos e os estudiosos usaram o termo para descrever uma variedade de movimentos sociais ou religiosos ao longo da história que favoreceram a propriedade comum.

## Visão geral
O termo comunismo religioso tem sido utilizado para descrever uma variedade de movimentos sociais ou religiosos ao longo da história. A "comuna dos primeiros cristãos de Jerusalém" foi descrita como um grupo que praticava o comunismo religioso.  Os ensinamentos de Mazdak, um reformador religioso persa proto-socialista, também foram referidos como comunismo primitivo. De acordo com Ben Fowkes e Bulent Gokay, o bolchevique Mikhail Skachko declarou no Congresso dos Povos do Oriente que "a religião muçulmana está enraizada nos princípios do comunismo religioso, segundo os quais nenhum homem pode ser escravo de outro, e nem um único pedaço de terra pode ser propriedade privada".

## Definição
T. M. Browning descreveu o comunismo religioso como uma forma de comunismo que "nasce diretamente dos princípios nativos de uma religião", e Hans Hillerbrand definiu o comunismo religioso como movimentos religiosos que defendiam a "propriedade comunal dos bens e a concomitante revogação da propriedade privada". Browning e Hillerbrand distinguiram o comunismo religioso do comunismo político, bem como do socialismo econômico. Para além disso, Hillerbrand contrasta o comunismo religioso com o marxismo, que descreve como uma ideologia que apelava à eliminação da religião. Donald Drew Egbert e Stow Persons argumentaram que "cronologicamente, o comunismo religioso tendeu a preceder o [comunismo] secular". Outros académicos sugeriram que o comunismo político tradicional, ou marxismo, sempre foi uma variedade de religião.
Na Europa cristã, acreditava-se que os comunistas adotavam o ateísmo. Na Inglaterra protestante, o comunismo estava muito próximo do rito de comunhão católico e socialista era o termo preferido. Friedrich Engels argumentou que em 1848, quando da publicação do Manifesto Comunista , o socialismo era respeitável na Europa, enquanto o comunismo não o era. Os owenistas na Inglaterra e os fourieristas na França eram considerados socialistas respeitáveis, enquanto os movimentos da classe trabalhadora que "proclamavam a necessidade de uma mudança social completa" se autodenominavam comunistas. Este ramo do socialismo produziu o trabalho comunista de Étienne Cabet na França e de Wilhelm Weitling na Alemanha.

## História
Alguns estudiosos adotaram a expressão "comunismo religioso" para descrever alguns movimentos protestantes do século XVII que rejeitaram a propriedade particular. Bhabagrahi Misra e James Preston descreveram o "comunismo religioso dos Shakers " como uma "comunidade na qual todos os bens são mantidos em comum". Larry Arnhart descreveu o "comunismo religioso na Comunidade (Etnia) Oneida "como um sistema onde "[e]xceto por alguns itens pessoais, eles compartilhavam todas as suas propriedades". Albert Fried escreveu que "o comunismo religioso americano atingiu seu apogeu" na década de 1850 "[com] a ascensão da comunidade Oneidas".
De acordo com Rod Janzen e Max Stanton, os huteritas acreditavam na adesão estrita aos princípios bíblicos e na "disciplina da igreja" e praticavam uma forma de comunismo. Os huteritas "estabeleceram em suas comunidades um sistema rigoroso de normas, que eram códigos de regras e regulamentos que governavam todos os aspectos da vida e garantiam uma perspectiva unificada. Como sistema econômico, o comunismo cristão era atraente para muitos dos camponeses que apoiaram a revolução social na Europa central do século XVI", como na Guerra dos Camponeses Alemães e " Friedrich Engels passou assim a ver os anabatistas como quase-comunistas".
Outros estudiosos usaram o termo comunismo religioso para descrever um movimento social comunista que se desenvolveu em Paris na década de 1840, que foi organizado por "artesãos estrangeiros, sobretudo de língua alemã, que lá se estabeleceram". No início do século 20, antes da ascensão do bolchevismo na Rússia, alguns intelectuais defenderam a implementação de uma forma de comunismo que incorporasse a ideologia cristã "como uma alternativa ao marxismo". Alguns teólogos católicos organizaram grupos no final do século XX para criar um diálogo entre a Igreja Católica e o Partido Comunista Italiano .

### Comunismo cristão

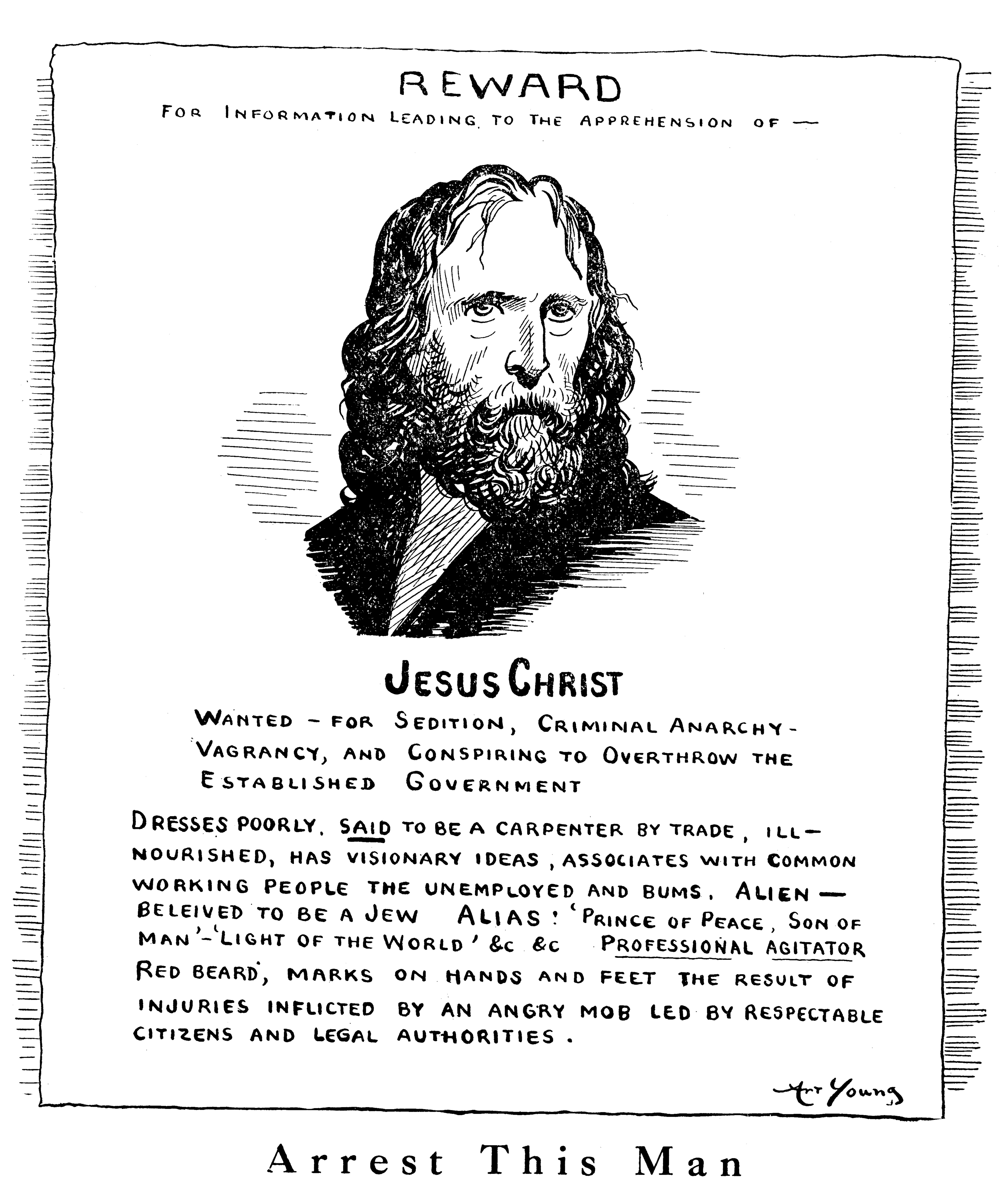
The Masses, cartoon político de 1917 do cartunista socialista Art Young

Os ensinamentos de Jesus são frequentemente descritos como comunistas por comunistas cristãos religiosos e outros comunistas. Consta em Atos 4:35 que, na igreja primitiva de Jerusalém, "[n]inguém afirmava que qualquer dos seus bens era seu"; este padrão desapareceria mais tarde da história da Igreja, exceto no âmbito do monaquismo. Os comunistas cristãos vêem a Igreja cristã primitiva, tal como descrita nos Atos dos Apóstolos, como uma forma primitiva de comunismo e socialismo religioso. A ideia é que o comunismo era apenas o cristianismo na prática e que Jesus foi o primeiro comunista. Esta ligação foi destacada num dos primeiros escritos de Karl Marx, que afirmava que "[a]ssim como Cristo é o intermediário a quem o homem descarrega toda a sua divindade, todos os seus laços religiosos, assim também o Estado é o mediador a quem ele transfere toda a sua impiedade, toda a sua liberdade humana." Thomas Müntzer liderou um importante movimento comunista anabatista durante a Guerra dos Camponeses Alemães do século XVI, que Friedrich Engels analisou em A Guerra dos Camponeses na Alemanha. O ethos marxista que visa a unidade reflecte o ensinamento universalista cristão de que a humanidade é uma só e que existe apenas um deus que não discrimina entre as pessoas.
O comunismo cristão é uma forma primitiva de socialismo e de comunismo pré-marxista baseada no cristianismo. Trata-se de uma teoria teológica e política baseada na ideia de que os ensinamentos de Jesus obrigariam os cristãos a apoiar o comunismo como sistema social ideal. Embora não haja um consenso universal sobre a data exacta em que o comunismo cristão foi fundado, muitos comunistas cristãos afirmam que as provas bíblicas sugerem que os primeiros cristãos, incluindo os apóstolos do Novo Testamento, estabeleceram a sua pequena sociedade comunista nos anos que se seguiram à morte e ressurreição de Jesus. Enquanto os críticos do socialismo, incluindo a doutrina social católica proposta por vários papas, argumentam que Jesus era mais comunitarista do que comunista, muitos defensores do comunismo cristão e outros comunistas, incluindo Karl Kautsky, argumentam que este foi ensinado por Jesus e praticado pelos apóstolos. Vários historiadores independentes apoiaram este último ponto de vista.
No século XVI, o escritor inglês Thomas More, venerado na Igreja Católica como santo, retratou no seu tratado Utopia uma sociedade baseada na propriedade comum, cujos líderes a administravam através da razão. Vários grupos na Guerra Civil Inglesa apoiaram esta ideia, especialmente os Diggers, que defendiam ideais claramente comunistas e agrários. A atitude de Oliver Cromwell para com estes grupos foi, na melhor das hipóteses, ambivalente e muitas vezes hostil. A crítica à ideia de propriedade privada continuou na era do Iluminismo do século XVIII, através de pensadores como o profundamente religioso Jean-Jean-Jacques Rousseau. Criado como calvinista, Rousseau foi influenciado pelo movimento jansenista da Igreja Católica. O movimento jansenista teve origem nos bispos católicos mais ortodoxos que tentaram reformar a Igreja Católica Romana no século XVII para travar a secularização e o protestantismo. Um dos principais objectivos jansenistas era a democratização para acabar com a corrupção aristocrática no topo da hierarquia da Igreja. Os participantes na Rebelião Taiping, que fundaram o Reino Celestial de Taiping, um reino teocrático sincrético cristão-sénico, são considerados pelo Partido Comunista Chinês como proto-comunistas.

### Comunismo islâmico
Os investigadores comentaram o carácter comunista da sociedade construída pelos Qarmatians dos Ismaili em torno do Oásis de Al-Ahsa, entre os séculos IX e X. Kenneth Rexroth descreve a sua comunidade como praticando o "comunismo do bando urbano ou do bando de salteadores", enquanto Jacques Bidet afirma que o comunismo é inerente à modernidade, pelo que nenhum exemplo da antiguidade ou da época medieval pode ser considerado um verdadeiro comunismo devido à falta de consciência de classe nessas épocas.
O marxismo islâmico tenta aplicar os ensinamentos económicos, políticos e sociais marxistas num quadro islâmico. A afinidade entre os ideais marxistas e islâmicos de justiça social tem levado alguns muçulmanos a adotar formas de marxismo desde a década de 1940. Os marxistas islâmicos acreditam que o Islã satisfaz as necessidades da sociedade e pode acomodar ou orientar as mudanças sociais que o marxismo espera alcançar. Os marxistas islâmicos também rejeitam os pontos de vista marxistas tradicionais sobre o materialismo e a religião.